# Fernando López Arias, Nogales
Fernando López Arias är en ort i Mexiko.   Den ligger i kommunen Nogales och delstaten Veracruz, i den sydöstra delen av landet, 210 km öster om huvudstaden Mexico City. Fernando López Arias ligger 1 364 meter över havet och antalet invånare är 187.
Terrängen runt Fernando López Arias är varierad. Fernando López Arias ligger nere i en dal. Runt Fernando López Arias är det ganska tätbefolkat, med 134 invånare per kvadratkilometer. Närmaste större samhälle är Orizaba, 10,2 km öster om Fernando López Arias. I omgivningarna runt Fernando López Arias växer huvudsakligen savannskog.